# Dragon Ball Z: Attack of the Saiyans
Dragon Ball Z: Attack of the Saiyans (ドラゴンボールカイ(改)サイヤ人来襲, Doragon bōru kai: Saiyajin raishū, littéralement « Dragon Ball Kai : L’invasion des Saiyans ») est un jeu vidéo de rôle édité par Namco Bandai et développé par Monolith Soft. L'univers est celui du manga mondialement connu, Dragon Ball. Le jeu est disponible depuis 2009 sur Nintendo DS.

## Système de jeu
Ce jeu est un RPG, on peut utiliser 3 personnages en utilisant des attaques (voir des combos dévasateurs).
Fièvre kamemène : Kaméhaméha (Yamcha) + Kaméhaméha (Krillin) + Kaméhaméha (Sangoku)